# Papaipema nebris
Papaipema nebris är en fjärilsart som beskrevs av Achille Guenée 1852. Papaipema nebris ingår i släktet Papaipema och familjen nattflyn. Inga underarter finns listade i Catalogue of Life.

## Bildgalleri

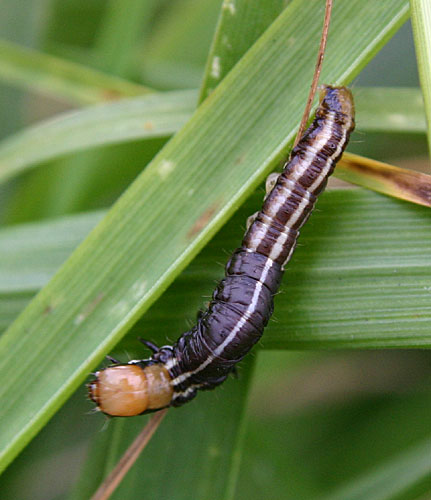